# Aberdeenshire (historique)
Ne doit pas être confondu avec Aberdeenshire.
Aberdeenshire (Siorrachd Obar Dheathain en gaélique écossais ; Coontie o Aiberdeen en scots) est un ancien comté d'Écosse et une des régions de lieutenance d'Écosse. Cette région, malgré son nom, n'inclut pas la ville d'Aberdeen qui a sa propre division administrative.
Jusqu'en 1975, l'Aberdeenshire était un comté. En 1900, Aberdeen a été exclu du comté auquel elle donnait son nom pour former un comté à elle seule. En 1975, un nouveau découpage administratif réunit l'Aberdeenshire, le Banffshire, le Kincardineshire, la ville d'Aberdeen et une grande part du Morayshire pour former la région du Grampian.
En 1996, une nouvelle réforme créa les council areas, notamment celui de l'Aberdeenshire.

## Villes et villages
| - Aberchirder - Aboyne - Ballater - Braemar - Daviot - Ellon - Fraserburgh | - Fyvie - Huntly - Inverbervie - Inverurie - Kemnay - Kintore - Logie Coldstone - Lonmay | - Maud - Mintlaw - New Deer - Old Deer - Oldmeldrum - Peterhead - Portlethen | - Portsoy - Rosehearty - St. Comb's - Stonehaven - Tarland - Turriff - Westhill |

Un des lieux les plus célèbres du comté est le château de Balmoral, résidence royale.
Le point culminant du comté est le Ben Macdhui avec 1 309 mètres d'altitude, le second point culminant du Royaume-Uni.